# Adam Pålsson

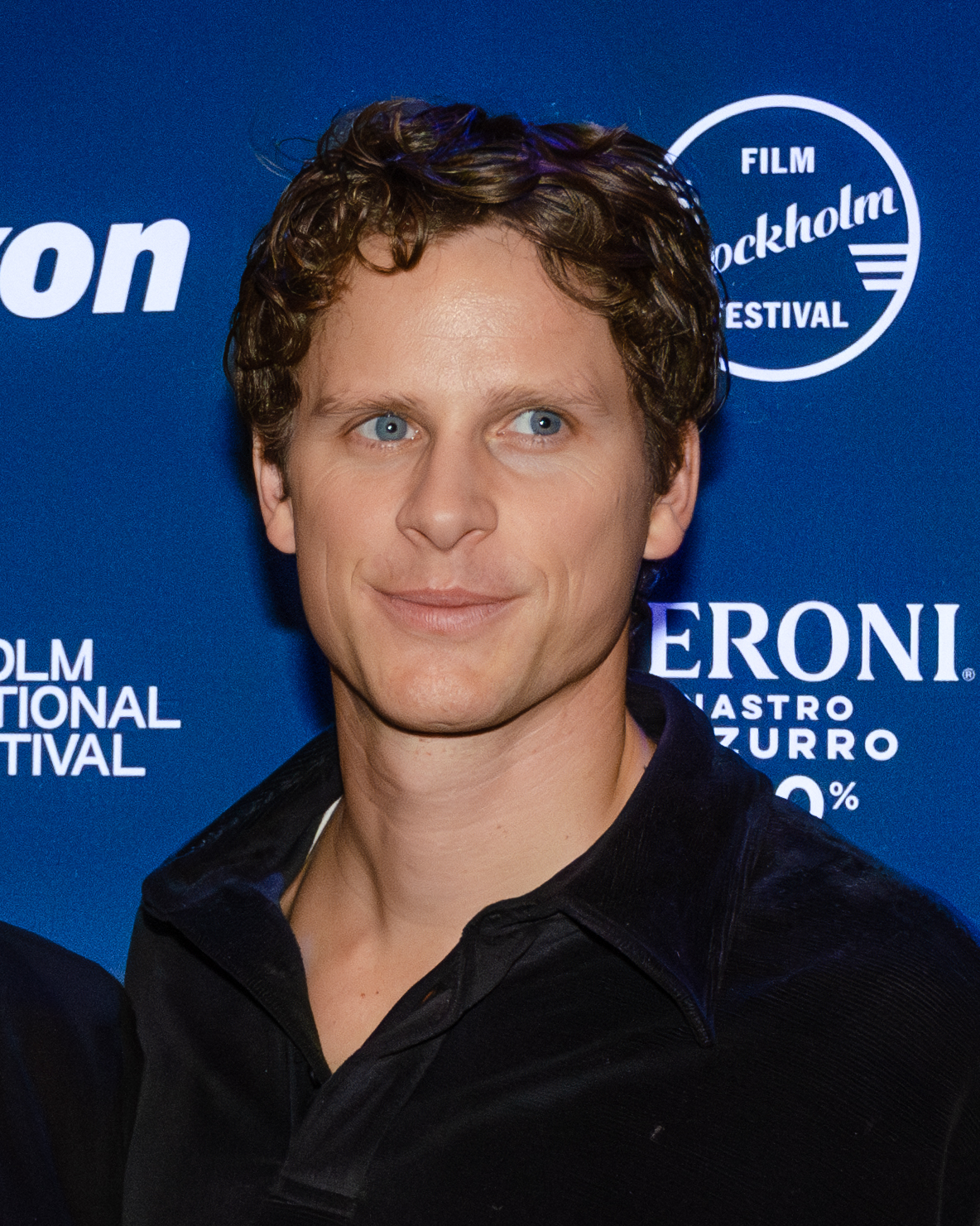
Adam Pålsson, 2023

Adam Gustav Justus Pålsson (* 25. März 1988 in Österhaninge, Stockholms län) ist ein schwedischer Film- und Theaterschauspieler sowie Musiker.

## Leben und Wirken
Pålsson studierte von 2008 bis 2011 an der Teaterhögskolan (Theaterhochschule) in Stockholm. 2010 hatte die von ihm geschriebene Inszenierung von Hamlet, inspiriert von Shakespeare und Heiner Müller, am Stockholmer Stadttheater Premiere. 2012 veröffentlichte er ein weiteres Theaterstück Frida är gravid!, das am Theater Galeasen uraufgeführt wurde.
Pålsson spielt überwiegend in Fernsehserien, darunter die schwedische Serie Torka aldrig tårar utan handskar und Vera med flera. Im deutschsprachigen Raum ist er für seine Rolle in Die Brücke – Transit in den Tod bekannt, die in der dritten Staffel zu einer Hauptrolle ausgebaut wurde. 2018 spielte er in Ted – För kärlekens skull, einem autobiografischen Film über den schwedischen Musiker Ted Gärdestad, die Rolle von Ted Gärdestad.
Pålsson ist Sänger der schwedischen Band År&Dar.

## Veröffentlichungen (Auswahl)

### Filmografie
- 2003: Vera med flera (Fernsehserie, fünf Folgen)
- 2005: Buss till Italien
- 2007: Das Kamel ohne Höcker (Ett öga rött)
- 2010: Himlen är oskyldigt blå
- 2012: Torka aldrig tårar utan handskar (Fernsehserie, drei Folgen)
- 2013: Familjen Holstein-Gottorp (Fernsehserie, zwei Folgen)
- 2013: LasseMajas detektivbyrå – Von Broms hemlighet
- 2014: Portkod 1525 (Fernsehserie, vier Folgen)
- 2015: Gerilla
- 2015: Arne Dahl: Totenmesse (Arne Dahl: Dödsmässa, Fernsehserie, zwei Folgen)
- 2015: Boy Machine (Fernsehserie, fünf Folgen)
- 2015–2018: Die Brücke – Transit in den Tod (Bron, Fernsehserie, sieben Folgen)
- 2017–2019: Hanna Svenson – Blutsbande (Innan vi dör, Fernsehserie, 18 Folgen)
- 2018: Ted – För kärlekens skull
- 2018: Dirigenten (Fernsehserie, acht Folgen)
- 2018–2020: Helt perfect (Fernsehserie, 23 Folgen)
- 2019: Barn
- 2020: Avenue 5 (Fernsehserie, acht Folgen)
- 2020–2022: Der junge Wallander (Young Wallander, Fernsehserie)

### Theatrografie
- 2011: Supergute Tage oder Die sonderbare Welt des Christopher Boone, Regie: Jonna Nordenskiöld[4]
- 2012: Madame Bovary am Königlichen Dramatischen Theater Stockholm, Regie: Annika Silkeberg[5]
- 2013: Amadeus am Königlichen Dramatischen Theater Stockholm, Regie: Peter Langdal[6]
- 2015: Barnet am Königlichen Dramatischen Theater Stockholm, Regie: Johannes Holmen Dahl[7]
- 2001: Ivanov am Königlichen Dramatischen Theater Stockholm, Regie: Alexander Mørk-Eidem[8]

### Alben
- 2013: År&Dar – Du ligger med andra nu (EP)

## Auszeichnungen (Auswahl)
Kristallen 2017
- Preisträger in der Kategorie Bester Hauptdarsteller für Before We Die[9]